# Дудель Сава Павлович
Са́ва Павлович Дудель (21 грудня 1909 (3 січня 1910) — 10 червня 1995) — український радянський філософ, доктор філософських наук (1956), професор, спеціаліст з матеріалістичної діалектики та теорії пізнання.

## Біографія
Народився в місті Вінниця в 1910. У 1931 закінчив Московську державну консерваторію, піаніст. Працював молодшим науковим співробітником музичної секції Інституту літератури та мови Комуністичної Академії при ЦВК СРСР. У 1932—1938 роках. навчався на філософському факультеті Московського інституту історії, філософії та літератури (МІФЛІ).
З 1941 — на фронті. Входив до Університетського полку народного ополчення.
1956 року демобілізований у званні полковника. У 1956—1991 pp. працював на кафедрі філософії Всесоюзного Заочного Політехнічного Інституту. Був одним з авторів підручника для вузів з діалектичного матеріалізму, підготовленого колективом співробітників ІФ АН СРСР під загальною редакцією академіка Г. Ф. Александрова (М., 1954).

## Основні праці
- Марксистский философский материализм. М., 1950.
- О внутренних антагонистических и неантагонистических противоречиях // Вопросы философии. — 1953. — № 2.
- Законы материалистической диалектики. М., 1958.
- Диалектика перерастания социализма в коммунизм. М., 1960.
- Некоторые актуальные вопросы закона единства и борьбы противоположностей. М., 1965.
- Закон единства и борьбы противоположностей. [В соавт.]. М., 1967.
- Законы материалистической диалектики. М., 1971.
- Ленинизм и диалектика противоречий социализма. Киев, 1974.
- Проблема противоречий в условиях развитого социализма. М., 1976.
- Проблемы диалектики зрелого социализма. [В соавт.]. М., 1981.
- Диалектика развития зрелого социализма. М., 1983.
- Логика противоречия и противоречия логики: об отражении движения в логике понятий. М., 1989.